# 腦波分析
腦波分析（EEG analysis）也稱為腦電圖分析，是用數學的信号处理以及電腦科技，從腦電圖（EEG）信號中提取相關資訊。腦波分析的目的是幫助研究者對人腦有進一步的瞭解，輔助医生的诊断以及疗法的選擇，並且提昇脑机接口（英語：Brain-computer Interface, 簡稱BCI）的技術。腦波分析的技術有許多分類的方式，若是要從腦電圖信號中找到大致符合腦電圖信號的数学模型，此方法可以分類為參數型，否則，就是非參數型的方式。傳統上，大部份的腦波分析方法可以分為四類:時域、頻域、時頻分析及非線性方法，也有一些較新的方法，包括使用深度学习（DNNs）的方法。

## 方法

### 頻域法
頻域分析也稱為頻譜分析（spectral analysis），是腦波分析的標準作法中，最有功效也方便的方法之一。頻域分析會用統計及傅里叶变换找在頻域中的腦波波形包含的資訊。頻域分析方式有許多種，最常用的是功率譜分析，因為功率譜密度反映信號的頻率成份，也反映了信號功率在各頻率上的分佈。

### 時域法
時域法的腦波分析中有兩種重要的分析方法：线性预测及成份分析。一般來說，线性预测會用過去的輸出值和過去及現在的輸入值進行線性組合，得到估計值。而成份分析是一種無監督的方式，將資料集映射到某特徵集中。時域法的參數都完全以時間為基礎，不過也可以從功率譜的統計矩中提取。因此，時域法可以建立實際的時間詮釋以及傳統的頻域分析之間的媒介。此外，時域法提供連續量測基本信號特性的方式，其方法都是用到以時間為基礎的計算，相較於傳統的頻域分析來說，以時間為基礎的計算所需要的設備比較簡單。

### 時頻域方法
小波轉換是典型的時頻域方法，可以從暫態的生物信號中抽取出一些特性。將腦波記錄進行小波分解，可以準確的找到暫態的特徵，也可以確定其時間及頻率的內容，因此小波轉換像是數學顯微鏡，可以分析神經節律的不同尺度，研究腦信號的小幅振盪，並且忽略其他的成份。除了小波轉換外，有另一種主要的時頻域方法，稱為希爾伯特-黃轉換，可以將腦波信號分解為一組振盪成份，稱為本質模態函數（英語：Intrinsic Mode Function, 簡稱IMF），以取得瞬時頻率的資料。

### 非線性方法
許多自然界的現象是非線性且不穩定的，腦波信號也是如此，因此讓腦波信號的解釋更加的複雜，也讓上述的線性方法受到限制。自1985年起，非線性腦波分析的先驅Rapp及Bobloyantz發表了他們第一篇非線性動態系統（混沌理论）研究結果，非線性腦波分析被廣泛應用在腦波分析領域。為了要使用非線性腦波分析，研究者已找到許多有用的非線性參數，例如李亚普诺夫指数、相關維數，以及像是近似熵及樣本熵等熵。

### 人工神经网络
人工神经网络（ANN）已有用在腦電圖的分類上。大部份的應用中，腦電圖資料在進入神经网络分析前，需要經過小波轉換的前處理。一度也很常會使用循环神经网络（RNN）在人工神经网络的腦電圖分析上。一直到深度学习以及卷积神经网络（CNN）興起後，卷积神经网络成為近來用深度學習進行腦電圖分析的新寵。靠著資料集對深層卷积神经网络進行裁剪訓練，達到更好的準確性，深度卷积神经网络可以有較好的解碼性能，此外，大量的腦電圖資料作為人工神经网络的輸入，需要有安全的儲存方式，以及實時運算上的高運算資源需求。為了處理這些挑戰，已提出將雲端深度學習，用在大量腦電圖資料的實時分析上。

## 應用

### 臨床
腦電圖分析常用在大腦相關疾病的診斷及預測上。例如對於癲癇發作的診斷，偵測腦電圖中的癲癇樣放電是很重要的一部份。詳細分析腦電圖有助於得知產生癲癇疾病的原因，並且了解其中的機制。此外，腦電圖分析也對阿茲海默症、顫抖的檢測有幫助。

### 腦機介面
透過運動心像，想像右側及左側身體運動時的腦電圖紀錄，可以建立新的和機器溝通的介面。根據特定空間動作下的實時腦電圖分析，可以用脑机界面（BCI）發展以簡單二元反應控制的設備。例如，肌萎缩性脊髓侧索硬化症的患者可以在基於腦電圖的腦機介面的幫助下，進行一些日常活動。

### 分析工具
Brainstorm 是一個協作開源的應用程式，致力於分析大腦訊號，包括腦磁波儀（MEG），腦電圖，功能性近紅外線光譜（fNIRS），皮層電描技術（ECoG），深度電極和動物侵入性神經生理學。Brainstorm目標在於將腦磁波儀及腦電圖作為實驗技術，與科學社群共享一個全面且方便的工具。其他也有像FieldTrip等的開源分析應用程式。

### 其他
腦電圖分析配合面部表情分析，透過連續的檢測情感，可以用在檢測影片中的情感。其他的應用包括基於腦電圖的大腦映射、個人化加密、圖像註釋系統等。